# Кло-дю-Ду
Кло-дю-Ду (фр. Clos-du-Doubs) — громада  в Швейцарії в кантоні Юра, округ Порантрюї.

## Географія
Громада розташована на відстані близько 55 км на північний захід від Берна, 15 км на захід від Делемона.
Кло-дю-Ду має площу 61,8 км², з яких на 3,6% дозволяється будівництво (житлове та будівництво доріг), 42,9% використовуються в сільськогосподарських цілях, 52,1% зайнято лісами, 1,4% не є продуктивними (річки, льодовики або гори).

## Демографія
2019 року в громаді мешкало 1263 особи (+0,2% порівняно з 2010 роком), іноземців було 7,3%. Густота населення становила 20 осіб/км².
За віковим діапазоном населення розподілялося таким чином: 18,3% — особи молодші 20 років, 56,6% — особи у віці 20—64 років, 25,1% — особи у віці 65 років та старші. Було 585 помешкань (у середньому 2,1 особи в помешканні).
Із загальної кількості 645 працюючих 205 було зайнятих в первинному секторі, 91 — в обробній промисловості, 349 — в галузі послуг.